# 頓巴斯航空

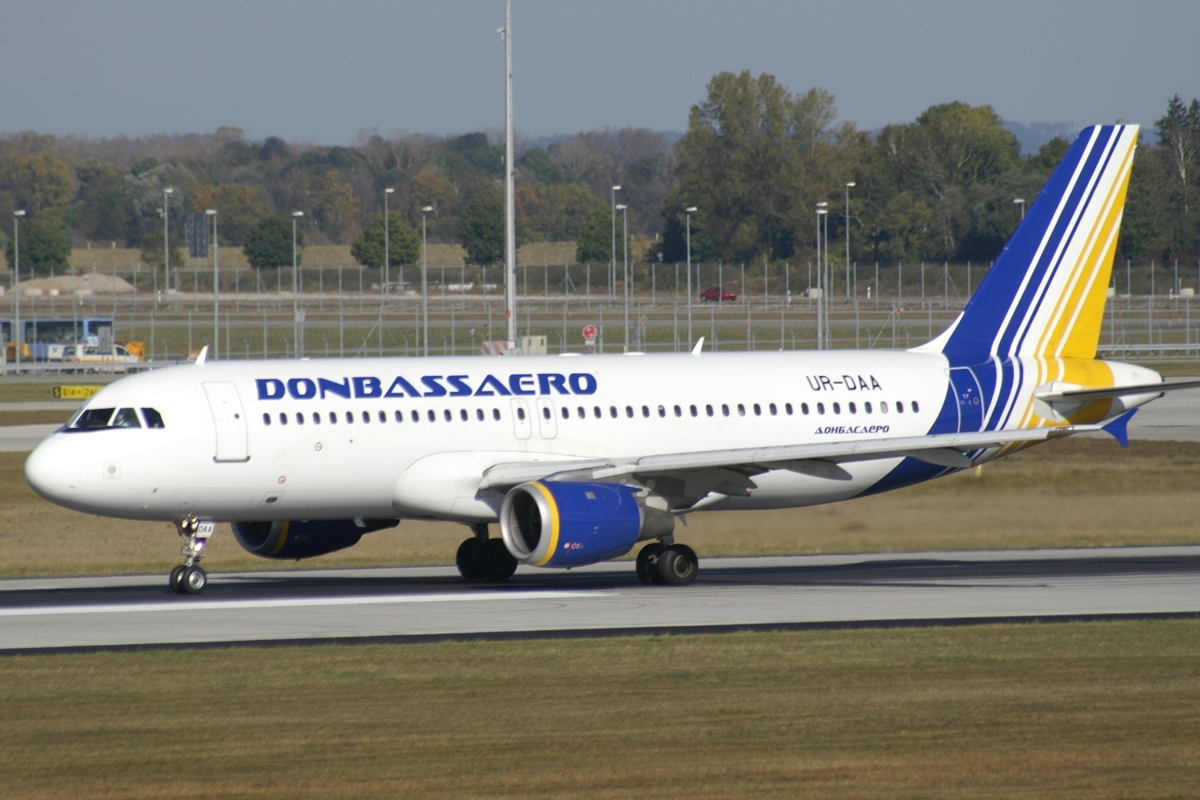
頓巴斯航空的空中巴士A320

頓巴斯航空（烏克蘭語：Донбасаеро）曾是一間總部位於烏克蘭東部頓涅茨克國際機場的航空公司。提供國內與國際的定期航班服務。航空公司的基地是頓涅茨克國際機場和基輔鮑里斯波爾國際機場。
現時航空公司的大股東是烏克蘭普里瓦特銀行，並由伊戈爾·科洛莫伊斯基管理航空公司。

## 歷史
航空公司在1993年成立，當時稱頓涅茨克州航空公司。在2003年，航空公司重新組織和以新的名稱頓巴斯航空去營運。航空公司的官方網站在2005年7月啟用，並在同年11月開始提供網站訂機票的系統。

## 機隊
在2012年12月，頓巴斯航空有以下機隊：
在2010年11月18日，頓巴斯航空宣布計畫把蘇聯製的雅克-42和安-24退役，並購入空中巴士A320來取代。

## 意外與事故
- 在2010年3月10日，來往辛菲羅波爾和基輔的一班航班被取消，這是由於機員醉酒。烏克蘭副檢察長：Tatiana Kornikova，為這班航班的其中一名乘客，並開始去調查這次事故[7]。

## 外部連結
- 官方網站（英文）
- 官方網站（俄文）
- 頓巴斯航空機隊相片 （页面存档备份，存于）